# Luis Cruzado
Luis Cruzado Sánchez, anomenat Colorado, (6 de juliol, 1941 a Lima - 14 de febrer, 2013 a Lima) va ser un futbolista peruà que jugava a la posició de migcampista.

## Palmarès
- Lliga peruana de futbol: 1959, 1960, 1964, 1966, 1967, 1969, 1971